# Umartwienie
Umartwienie – w chrześcijaństwie umyślne i dobrowolne wyrzekanie się pewnych przyjemności i wygód oraz panowanie nad samym sobą.

## Cele
Można powiedzieć, że „celem umartwień jest zwrócenie osobistej uwagi na rzeczy ważniejsze i głębsze. Ich celem jest przygotowanie, pewnego rodzaju trening, opanowanie pożądliwości i namiętności wynikających ze skłonności naszej ludzkiej natury”.
Cele życia duchem umartwienia:
1. Utożsamienie się z Chrystusem
2. Walka z pożądliwościami i panowanie nad sobą
3. Przygotowanie się do przeżycia ważnych świąt, np. Bożego Narodzenia czy Wielkanocy
4. Odpokutowanie za grzechy własne i zadośćuczynienie za grzechy cudze
5. Ofiarowanie umartwień za konkretne intencje (np. chorą osobę, intencje misyjne, apostolskie, za papieża)

## Zwyczajowe umartwienia w Polsce
W Polsce katolicy powinni przestrzegać postu mięsnego w piątki całego roku. Powstrzymywanie się od hucznych zabaw obowiązuje w całym okresie wielkiego postu.
Szczególnymi dniami postu w ciągu roku są Środa Popielcowa i Wielki Piątek, kiedy obowiązuje tzw. post ścisły.
Podobne umartwienia stosują też prawosławni.